# Beda Regaus

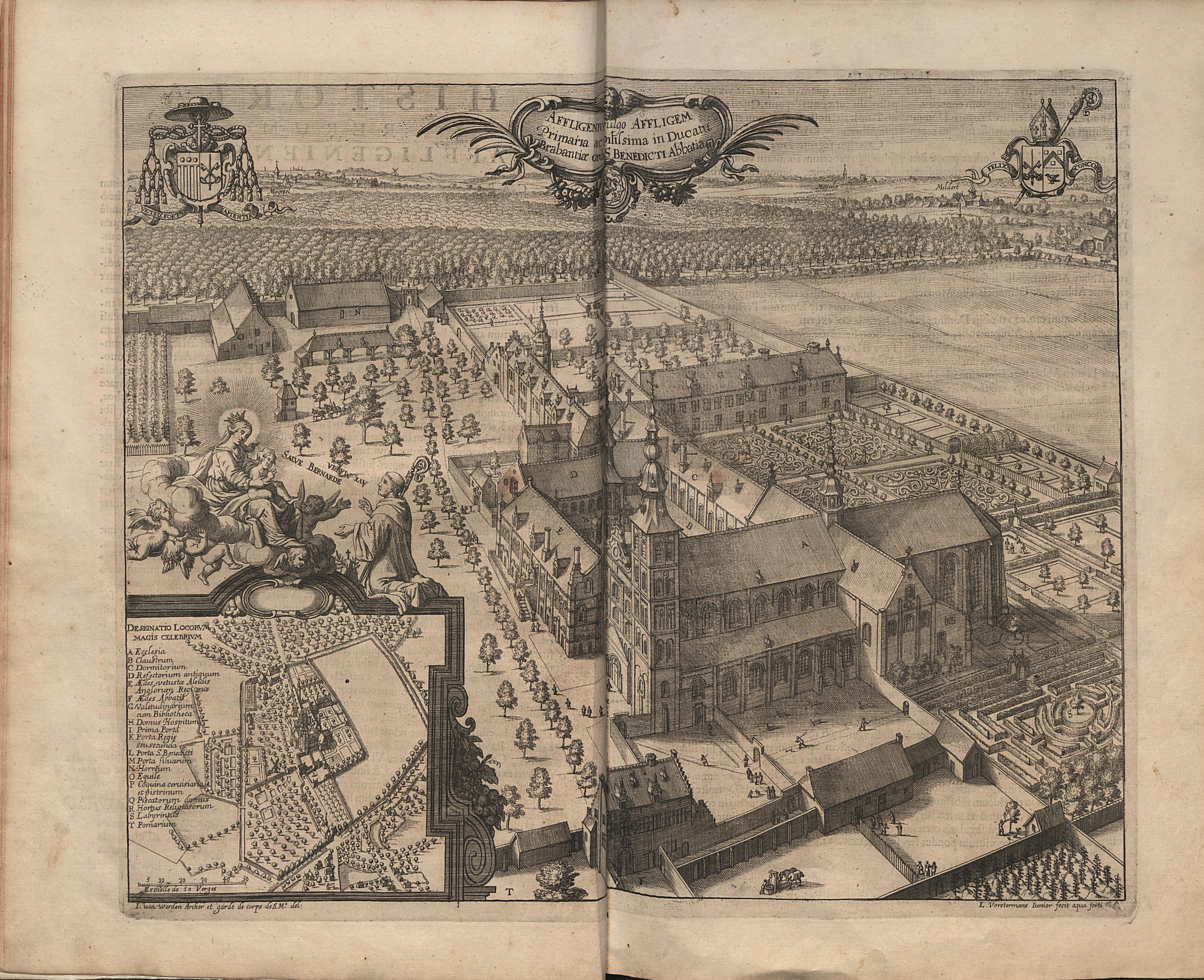
Abdij van Affligem. Hier startte Regaus zijn bouwplannen.

Martinus Regaus, met kloosternaam Beda (Brussel, 1718 – Hekelgem, 12 april 1808) was proost van de abdij van Affligem in het hertogdom Brabant, in de Oostenrijkse Nederlanden. Hij was een religieus schrijver en geschiedschrijver van de abdij.

## Levensloop
Regaus studeerde dialectiek bij de Augustijnen in Leuven, alsook één jaar dialectiek aan de oude universiteit van Leuven. In 1739 trad hij in als benedictijn in de abdij van Affligem. Affligem was een van de belangrijkste abdijen in de Oostenrijkse Nederlanden en lag in het hertogdom Brabant. Zijn priesterwijding volgde in 1745. In deze periode schreef hij zijn religieuze werken, terwijl hij het archief van de abdij continu raadpleegde en herschikte. De bevordering tot proost van de abdij volgde in 1763. In die tijd, het ancien régime, waren de proosten van Affligem ondergeschikt aan de aartsbisschop van Mechelen. Deze laatste was formeel de abt van Affligem.
Regaus stimuleerde de uitbouw van de abdij in classistische stijl, waarbij hij voorzag om de meeste middeleeuwse gebouwen te slopen. Die plannen tekende de befaamde hofarchitect Dewez (1768). De bouwwerken startten in 1770 maar vielen stil met de Franse Revolutie (1789). Op 11 november 1796 verdreven Franse soldaten alle monniken uit de abdij. Zoals elders in de Franse Nederlanden verdwenen inboedel en kerkschatten. De abdijgebouwen werden grondig gesloopt, ook deze die in aanbouw waren. De rest van de abdij werd publiek verkocht. Olivier Lesprit, neef van architect Dewez, was de koper; Dewez zelf leefde verarmd.
In de jaren 1796-1798 poogde Regaus de monnikengemeenschap te leiden, voor zover dat mogelijk was. De monniken leefden verspreid in de Franse Nederlanden en sommigen waren op de vlucht. Regaus beschouwde zich tot zijn dood in 1808 als de proost van de monniken van Affligem. Het leven in gemeenschap zou pas in 1837 hernemen in een huis in Dendermonde.

## Werken
De werken van proost Beda Regaus zijn bewaard in de abdij van Dendermonde en van Affligem zelf.
- 1717-1760 Liber Desolationis: eigen dichtwerken met weemoedige inslag van jeugdherinneringen
- 1737-1750 Liber Hymnorum: eigen dichtwerken
- 1745 Liber Communis Zelatoris: een geestelijk werk over de zorg voor liturgie
- 1763 Directorium ad usum RR.PP Hafflighemensium: richtlijnen voor liturgisch onderricht
- 1766-1778 Hafflighemum Illustratum: Dit omvat een uitgebreide geschiedschrijving van de abdij van Affligem. Het wordt als zijn meesterwerk gezien. Bij de redactie contacteerde Regaus historici werkzaam aan universiteiten.[5] Ook vandaag wordt dit werk geciteerd in beschrijvingen van gebouwen die eertijds toebehoorden aan de abdij van Affligem.[6]
- 1784 Stellarium Marianum
- 1786 Directorium Abbatiae Afflighemensis: beschrijving hoe hij de abdij bestuurt
- 1790 Bona et Jura Monasterii Hafflighemensis: oplijsting van de bezittingen van de abdij
- 1793 Regula Evangelica Christianorum
- 1800 Liber Amoris: werk over het geestelijk leven

- Biografisch Portaal: 96470943
- Gemeinsame Normdatei: 173696589
- International Standard Name Identifier: 0000 0003 6958 553X
- Virtual International Authority File: 243652662
- WorldCat: E39PBJqfKQc6ypgxmQ7Y7jgHYP